# The Art Of Breaking (песен)
The Art Of Breaking е третият сингъл, издаден през 2005 г. от бандата Thousand Foot Krutch към албума The Art Of Breaking. Песента достига #18 в класацията Billboard Hot Christian Songs.